# إيلان بيرمان
إيلان بيرمان (بالإنجليزية: Ilan Berman)‏ هو عالم سياسة أمريكي، ولد في 23 ديسمبر 1975.